# Otterlo
Otterlo (municipalità di Ede) è un villaggio della provincia dei Paesi Bassi della Gheldria, presso il parco nazionale De Hoge Veluwe.
Nel villaggio si trova il museo Kröller-Müller, dal nome di Helene Kröller-Müller, che ospita una considerevole collezione di opere di Vincent van Gogh.
Otterlo è stato un comune autonomo fino al 1818, quando venne fuso in Ede.